# Eutelia musicalis
Eutelia musicalis là một loài bướm đêm trong họ Noctuidae.